# Thio-Superaspartam
Thio-Superaspartam ist ein synthetischer Süßstoff, der sich chemisch vom Superaspartam ableitet. Die chemische Struktur weist gegenüber Superaspartam kein Sauerstoffatom in der Harnstoffeinheit, sondern ein Schwefelatom auf. Die strukturelle Ähnlichkeit zu Suosan, einem weiteren synthetischen Süßstoff, bleibt erhalten.
Thio-Superaspartam wurde 1985, also 3 Jahre nach Superaspartam, von Chemikern der Universität Claude Bernard Lyon bei der Suche nach Süßstoffen auf Aspartam-Basis entdeckt.
Die Süßkraft von Thio-Superaspartam liegt etwa bei 50.000.